# Spirbakken Redningsstation
Spirbakken Redningsstation var en dansk sjöräddningsstation inom det statliga Det Nørrejydske Redningsvæsens, senare Redningsvæsenets, organisation. Den inrättades 1882 som filialstation till Kandestederne Redningsstation och låg i sanddynområdet Spirbakke Mile omkring en halvmil norr om Kandestederne och strax söder om Skagen Klitplantage på Jyllands nordvästra kust.
Räddningsstationen hade en räddningsbåt och ett båthus, men ingen raketapparat. Som bistation hade den inte en egen besättning för båten.
Spirbakken lades ned på 1950-talet efter förslag av en översynskommitté under Forsvarsministeriet.